# Giovanni Antonio Cotta
Giovanni Antonio Cotta (... – dopo il 1481) è stato un politico e diplomatico italiano.

## Biografia
Figlio di Pietro e Maddalena Leonatini, ha preso parte all'ambasciatura del Ducato di Milano per omaggiare Luigi XI di Francia, con un ruolo minore, e ha preso parte a successive delegazioni milanesi a Roma, senza significativi risultati. Nel 1468 ottiene una pensione dal Duca e l'anno dopo viene nominato cameriere locale, scalando rapidamente le grazie ducali tanto che nel 1470 viene infeudato, assieme ai fratelli, della Valcuvia, ma la sua progressione pare fermarsi fino alla morte del Duca.
Nel 1468 viene brevemente nominato governatore della Corsica milanese, sostituito poi da Battista Geraldino d'Amelia. Nel 1476 Genova prova a liberarsi dal governo milanese ma viene riconquistata da una spedizione congiunta di Ottaviano Maria Sforza e di Ludovico il Moro, ove è commissario militare.
Nell'agosto viene nominato ancora governatore della Corsica ma viene deposto e brevemente detenuto dai feudatari locali e sostituito ancora dal Geraldino e ottiene ruoli minori sino alla salita al trono del Moro, che lo nomina parte del suo Consiglio Segreto e gli concede vari incarichi importanti, l'ultimo noto nel 1481, quando viene mandato a Napoli per mediare tra il Regno partenopeo e Lorenzo de Medici.